# Usina Hidrelétrica Luiz Eduardo Magalhães

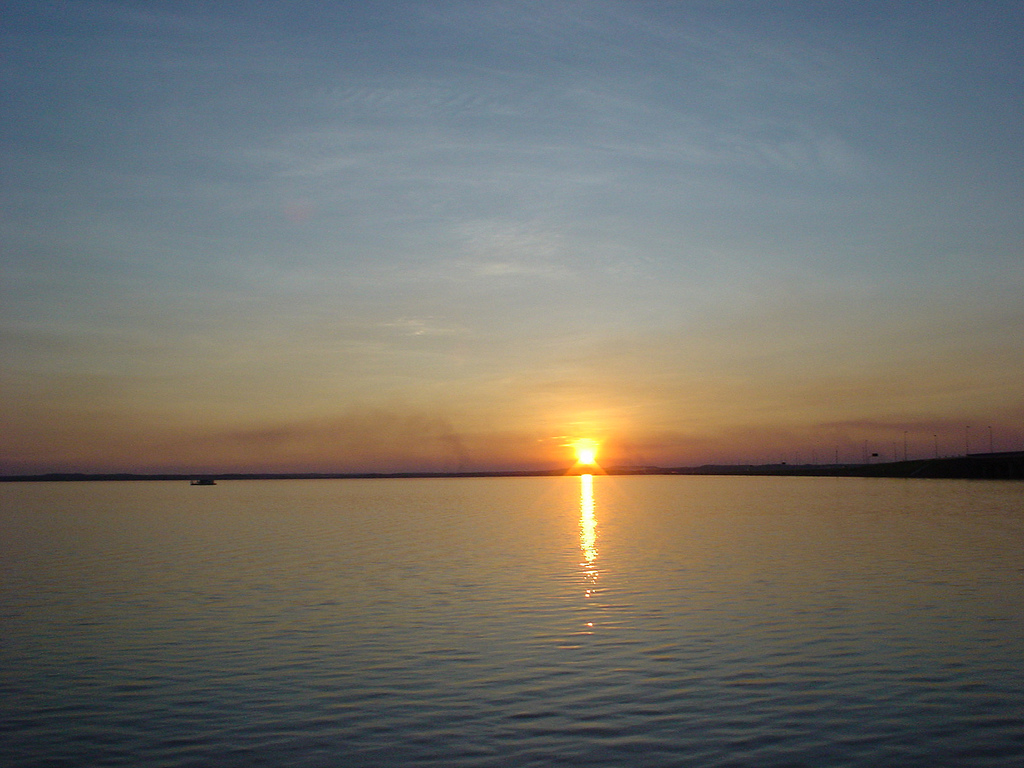
Pôr do Sol no lago da usina visto a partir de Palmas.

A Usina Hidrelétrica Luís Eduardo Magalhães ou Usina Hidrelétrica de Lajeado é uma usina localizada no Rio Tocantins, entre os municípios tocantinenses de Miracema do Tocantins e Lajeado. A UHE Luís Eduardo Magalhães fica localizada a uma distância de 54 km de Palmas, sendo que o lago da usina abrange os municípios de Miracema do Tocantins, Lajeado, Palmas, Porto Nacional, Brejinho de Nazaré e Ipueiras. Com potência instalada de 902,5 MW, possui seis unidades geradoras e Turbinas Kaplan.
A Investco é a concessionária responsável pela usina e sua composição acionária é constituída pela EDP South America com 73% das ações, seguida pela CEB com 20% e a CPFL com 7%. 